# Hokkaido Consadole Sapporo
L'Hokkaido Consadole Sapporo (北海道コンサドーレ札幌?, Hokkaidō Konsadōre Sapporo), meglio noto come Consadole Sapporo, è una società calcistica giapponese con sede nella città di Sapporo. Dal 2025 milita in J2 League, seconda divisione del campionato giapponese.
Il nome del club nasce dall'unione di consado - anagramma della parola giapponese dosanko, 道産子 che significa gente di Hokkaidō - e dell'espressione spagnola ole. La denominazione simboleggia il legame tra la squadra e gli abitanti di Hokkaidō.

## Storia

### Toshiba S.C. (1935-1995)
Nel 1935, l'azienda nipponica Toshiba fondò la propria squadra calcistica, il Toshiba S.C., con sede a Kawasaki. Nel 1978, il club ottenne la promozione nella seconda divisione dell'allora Japan Soccer League (JSL). Nel 1980, la dirigenza decise di adottare un nuovo nome, Toshiba Soccer Club, e nel 1989 la squadra ottenne la promozione nella prima divisione nazionale. La compagine di Kawasaki prese parte alla Japan Football League nel 1992 e vi militò fino al 1997.
La Toshiba decise di trasformare il team in un club professionistico, ma non ritenne Kawasaki la base ideale per sviluppare un simile progetto poiché in città aveva già sede il Verdy Kawasaki, al tempo una delle società più importanti del calcio giapponese. Decisero così di spostarsi a Sapporo, in cui nel 2001 sarebbe stato completato il nuovo stadio cittadino, il Sapporo Dome. Il trasferimento nella nuova sede avvenne poco prima dell'inizio della stagione 1996.
La Toshiba non ha più attualmente alcun legame con il Consadole, che però continua a utilizzare per le proprie divise il rosso e il nero, colori ufficiali della compagnia fondatrice. 

### Consadole Sapporo (1996-oggi)
Il Consadole Sapporo ereditò il posto in JFL dal Toshiba S.C. La sua stagione di debutto (1996) non fu tuttavia positiva: il club si fermò al quinto posto in campionato, mancando la promozione. La squadra vinse la JFL l'anno successivo, conquistando così il diritto a partecipare alla J League.
Nel 1998 esordì nella massima serie, chiudendo il campionato al 14º posto su diciotto partecipanti. Questo risultato non permise di evitare i play-out: per decidere le cinque squadre (le ultime quattro classificate della J League e la vincitrice della JFL) che si sarebbero contese salvezza e promozione non si tenne conto solo della stagione appena conclusa, ma anche del campionato 1997-1998, nel quale il club di Sapporo non militava in J League. Aggregando le classifiche delle due annate, il Consadole risultò classificato al 16º posto e fu costretto a disputare gli spareggi: il risultato fu disastroso poiché i rossoneri persero tutte le gare contro il Vissel Kobe e l'Avispa Fukuoka, finendo per retrocedere.
Nel 1999 il Consadole ingaggiò come allenatore Takeshi Okada, l'ex commissario tecnico della nazionale giapponese. Oltre che sull'allenatore, la dirigenza investì anche su nuovi giocatori, spese che portarono il debito della società fino a 330 milioni di dollari.
Nel 2000, per evitare la bancarotta, la dirigenza tagliò drasticamente i costi, finendo con l'avere in rosa ben otto giocatori in prestito, molti dei quali titolari della squadra. Questa strategia diede comunque ottimi frutti: il Consadole vinse il campionato e tornò in J League 1.
Nel 2001 si classificò undicesima in campionato, ma Okada rifiutò il prolungamento del contratto per l'anno successivo. Con lui, anche molti giocatori importanti lasciarono il club. Il risultato fu un 2002 catastrofico: il Consadole arrivò ultimo in campionato e retrocesse in J League 2.
Nel 2003 la società investì nuovamente grandi capitali per tornare subito nel massimo campionato, ma ciò, oltre ad aggravare ulteriormente la situazione economica del club, non servì per conquistare la promozione. A quel punto divenne necessaria una completa ristrutturazione della squadra: ancora una volta si lasciarono partire i giocatori con gli stipendi più onerosi e si puntò su giovani di belle speranze. Questa strategia permise di ridurre i debiti societari, ma il contraccolpo sportivo fu duro: il Consadole, nel 2004, arrivò ultimo in classifica nella J League 2.
Il team di Sapporo trascorse altri due anni nella seconda divisione e nel 2007 vinse il campionato, tornando nella massima serie. La permanenza in prima divisione durò, tuttavia, appena un anno. Con l'ultimo posto in classifica, nel 2008 retrocesse nuovamente. La situazione fu ripetuta nelle stagioni 2011 e 2012: dapprima la promozione poi, da fanalino di coda, l'immediata retrocessione in J League 2. Il ritorno in massima serie avvenne nel 2016, con Shuehi Yomoda a guidare la squadra. Dopo otto stagioni e un diciannovesimo posto in classifica, nel dicembre 2024 il team è ancora retrocesso.

## Strutture
Il principale terreno di casa del club, ossia il Sapporo Dome, è utilizzato anche dalla squadra di baseball degli Hokkaido Nippon-Ham Fighters, pertanto alcune gare interne sono disputate al Sapporo Atsubetsu Stadium. 

## Allenatori
| N. |                          | Ruolo | Calciatore        |
| -- | ------------------------ | ----- | ----------------- |
| 1  | Giappone (bandiera)      | P     | Takanori Sugeno   |
| 2  | Giappone (bandiera)      | D     | Ryū Takao         |
| 3  | Corea del Sud (bandiera) | D     | Park Min-kyu      |
| 4  | Giappone (bandiera)      | A     | Daiki Suga        |
| 6  | Giappone (bandiera)      | D     | Tōya Nakamura     |
| 7  | Giappone (bandiera)      | A     | Musashi Suzuki    |
| 8  | Giappone (bandiera)      | C     | Kazuki Fukai      |
| 9  | Spagna (bandiera)        | A     | Jordi Sánchez     |
| 10 | Giappone (bandiera)      | C     | Hiroki Miyazawa   |
| 11 | Giappone (bandiera)      | C     | Ryōta Aoki        |
| 13 | Corea del Sud (bandiera) | A     | Kim Gun-hee       |
| 14 | Giappone (bandiera)      | C     | Yoshiaki Komai    |
| 15 | Giappone (bandiera)      | D     | Rei Ieizumi       |
| 16 | Giappone (bandiera)      | C     | Tatsuya Hasegawa  |
| 17 | Giappone (bandiera)      | P     | Jun Kodama        |
| 18 | Giappone (bandiera)      | C     | Yūya Asano        |
| 19 | Thailandia (bandiera)    | C     | Supachok Sarachat |
| 20 | Sierra Leone (bandiera)  | A     | Amadou Bakayoko   |
| 21 | Giappone (bandiera)      | P     | Shunta Awaka      |

| N. |                     | Ruolo | Calciatore              |
| -- | ------------------- | ----- | ----------------------- |
| 22 | Ghana (bandiera)    | A     | Kinglord Safo           |
| 25 | Giappone (bandiera) | D     | Leo Ōsaki               |
| 27 | Giappone (bandiera) | C     | Takuma Arano (capitano) |
| 30 | Giappone (bandiera) | C     | Hiromu Tanaka           |
| 31 | Giappone (bandiera) | A     | Shūma Kido              |
| 33 | Giappone (bandiera) | C     | Tomoki Kondō            |
| 34 | Giappone (bandiera) | P     | Kojirō Nakano           |
| 35 | Giappone (bandiera) | C     | Kōsuke Hara             |
| 37 | Giappone (bandiera) | C     | Katsuyuki Tanaka        |
| 40 | Giappone (bandiera) | A     | Shido Izuma             |
| 42 | Giappone (bandiera) | P     | Ryūma Takeuchi          |
| 48 | Giappone (bandiera) | D     | Kanta Sakamoto          |
| 49 | Giappone (bandiera) | C     | Kanta Kawasaki          |
| 50 | Giappone (bandiera) | D     | Daihachi Okamura        |
| 51 | Giappone (bandiera) | P     | Shun Takagi             |
| 70 | Ghana (bandiera)    | A     | Francis Cann            |
| 71 | Giappone (bandiera) | A     | Haruto Shirai           |
| 88 | Giappone (bandiera) | D     | Seiya Baba              |
| 99 | Giappone (bandiera) | C     | Yūki Kobayashi          |

| N. |                          | Ruolo | Calciatore        |
| -- | ------------------------ | ----- | ----------------- |
| 1  | Giappone (bandiera)      | P     | Takanori Sugeno   |
| 2  | Giappone (bandiera)      | D     | Ryū Takao         |
| 3  | Corea del Sud (bandiera) | D     | Park Min-kyu      |
| 4  | Giappone (bandiera)      | A     | Daiki Suga        |
| 6  | Giappone (bandiera)      | D     | Tōya Nakamura     |
| 7  | Giappone (bandiera)      | A     | Musashi Suzuki    |
| 8  | Giappone (bandiera)      | C     | Kazuki Fukai      |
| 9  | Spagna (bandiera)        | A     | Jordi Sánchez     |
| 10 | Giappone (bandiera)      | C     | Hiroki Miyazawa   |
| 11 | Giappone (bandiera)      | C     | Ryōta Aoki        |
| 13 | Corea del Sud (bandiera) | A     | Kim Gun-hee       |
| 14 | Giappone (bandiera)      | C     | Yoshiaki Komai    |
| 15 | Giappone (bandiera)      | D     | Rei Ieizumi       |
| 16 | Giappone (bandiera)      | C     | Tatsuya Hasegawa  |
| 17 | Giappone (bandiera)      | P     | Jun Kodama        |
| 18 | Giappone (bandiera)      | C     | Yūya Asano        |
| 19 | Thailandia (bandiera)    | C     | Supachok Sarachat |
| 20 | Sierra Leone (bandiera)  | A     | Amadou Bakayoko   |
| 21 | Giappone (bandiera)      | P     | Shunta Awaka      |

| N. |                     | Ruolo | Calciatore              |
| -- | ------------------- | ----- | ----------------------- |
| 22 | Ghana (bandiera)    | A     | Kinglord Safo           |
| 25 | Giappone (bandiera) | D     | Leo Ōsaki               |
| 27 | Giappone (bandiera) | C     | Takuma Arano (capitano) |
| 30 | Giappone (bandiera) | C     | Hiromu Tanaka           |
| 31 | Giappone (bandiera) | A     | Shūma Kido              |
| 33 | Giappone (bandiera) | C     | Tomoki Kondō            |
| 34 | Giappone (bandiera) | P     | Kojirō Nakano           |
| 35 | Giappone (bandiera) | C     | Kōsuke Hara             |
| 37 | Giappone (bandiera) | C     | Katsuyuki Tanaka        |
| 40 | Giappone (bandiera) | A     | Shido Izuma             |
| 42 | Giappone (bandiera) | P     | Ryūma Takeuchi          |
| 48 | Giappone (bandiera) | D     | Kanta Sakamoto          |
| 49 | Giappone (bandiera) | C     | Kanta Kawasaki          |
| 50 | Giappone (bandiera) | D     | Daihachi Okamura        |
| 51 | Giappone (bandiera) | P     | Shun Takagi             |
| 70 | Ghana (bandiera)    | A     | Francis Cann            |
| 71 | Giappone (bandiera) | A     | Haruto Shirai           |
| 88 | Giappone (bandiera) | D     | Seiya Baba              |
| 99 | Giappone (bandiera) | C     | Yūki Kobayashi          |

| J2 League 2025 | J2 League 2025 |
| --- | -------------- |
| Blaublitz Akita · Consadole Sapporo · Ehime · Fujieda MYFC · Imabari · Iwaki · JEF United · Júbilo Iwata · Kataller Toyama · Mito HollyHock · Montedio Yamagata · Oita Trinita · RB Omiya Ardija · Renofa Yamaguchi · Roasso Kumamoto · Sagan Tosu · Tokushima Vortis · V-Varen Nagasaki · Vegalta Sendai · Ventforet Kofu · |                |

| Controllo di autorità | VIAF (EN) 252079137 |